# Römisch-Germanisches Museum

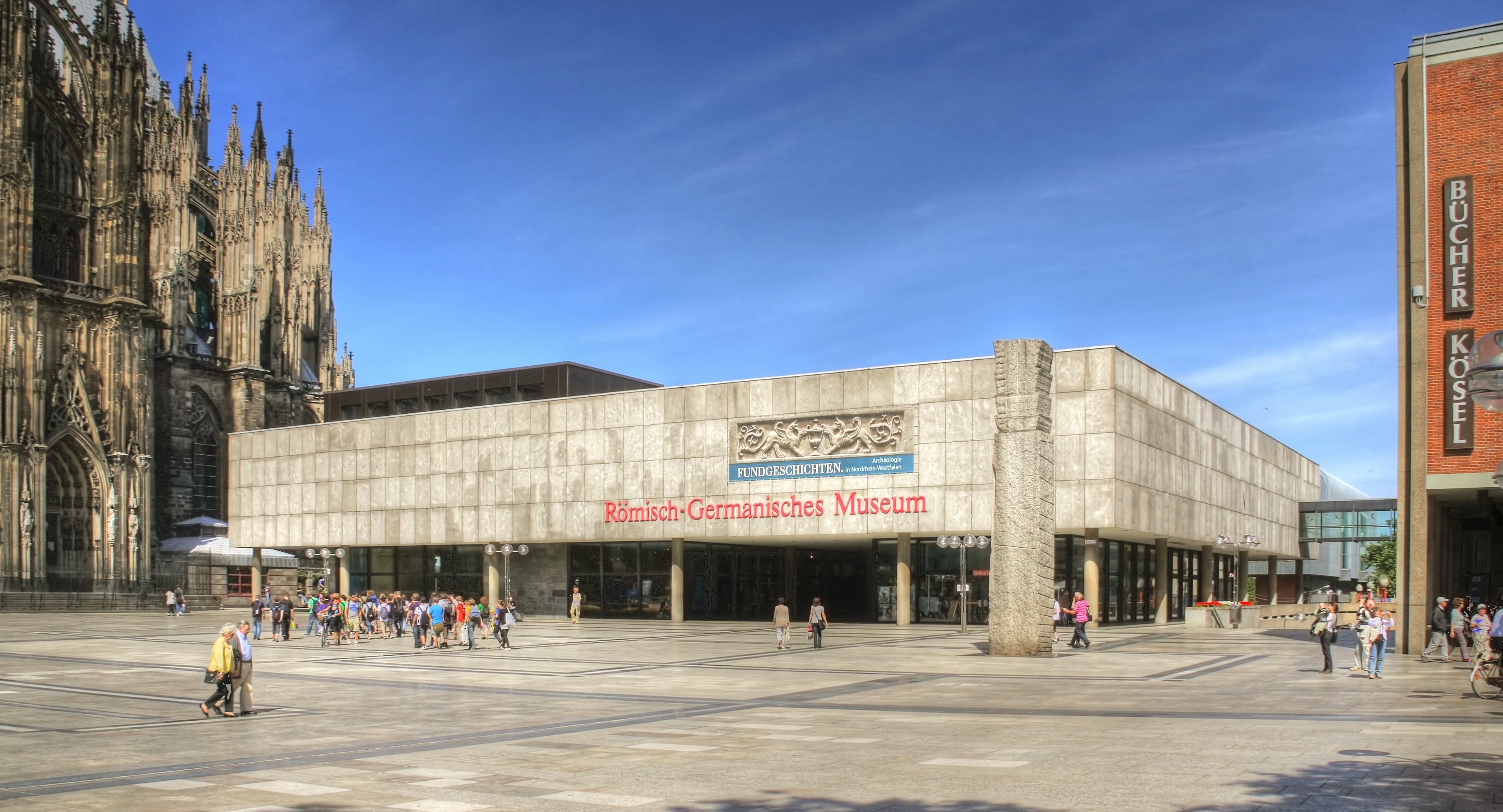
Das Römisch-Germanische Museum Köln am Roncalliplatz (2010)

Das Römisch-Germanische Museum der Stadt Köln (RGM) ist das archäologische Museum der Stadt Köln und Amt für Archäologische Bodendenkmalpflege für das Kölner Stadtgebiet und damit das Archiv des materiellen Erbes der Vorgeschichte sowie der römischen und fränkischen Epochen.
Verbunden mit dem römischen Dionysosmosaik und der zum Rheinhafen der Colonia Claudia Ara Agrippinensium (CCAA) führenden „Hafenstraße“ ging das RGM 1946 aus der Römischen und Germanischen Abteilung des Wallraf-Richartz-Museums und dem Museum für Vor- und Frühgeschichte hervor. Architektonisch ist das am 4. März 1974 eröffnete preisgekrönte Museumsgebäude als „Schaufenster in die Römerzeit“ konzipiert. Seine umlaufenden Säulenstellungen erinnern an das darunterliegende römische Peristylhaus mit dem bekannten Dionysosmosaik. Dieses Mosaik ist vom Roncalliplatz aus im Museumsuntergeschoss sichtbar.
Im darüberliegenden Pobliciusgeschoss befinden sich Räume für Sonderausstellungen und Kongressveranstaltungen. Im Obergeschoss vermitteln chronologisch-thematisch gruppierte Bodenfunde die Entwicklung der unter Kaiser Augustus gegründeten „Stadt der Ubier“ zum sakralen und wirtschaftlichen Zentrum der Provinz Niedergermanien. Davon zeugen Funde vom römischen Rheinhafen und hölzerne Brückenteile der Rheinbrücke des Kaisers Konstantin zum rechtsrheinischen Brückenkopf Divitia. Die römische Stadtmauer vergegenwärtigen der Abguss eines Rundturmes (als Sonderausstellungsraum eingerichtet) und der Mittelbogen des nördlichen Stadttors mit der Inschrift CCAA. Die das Römische Reich verbindenden Fernstraßen macht ein fahrtüchtig rekonstruierter Reisewagen sinnfällig.
Das Gebäude des Museums ist seit 2019 für eine Generalsanierung geschlossen, als Ausweichquartier dient das Belgische Haus beim Neumarkt.

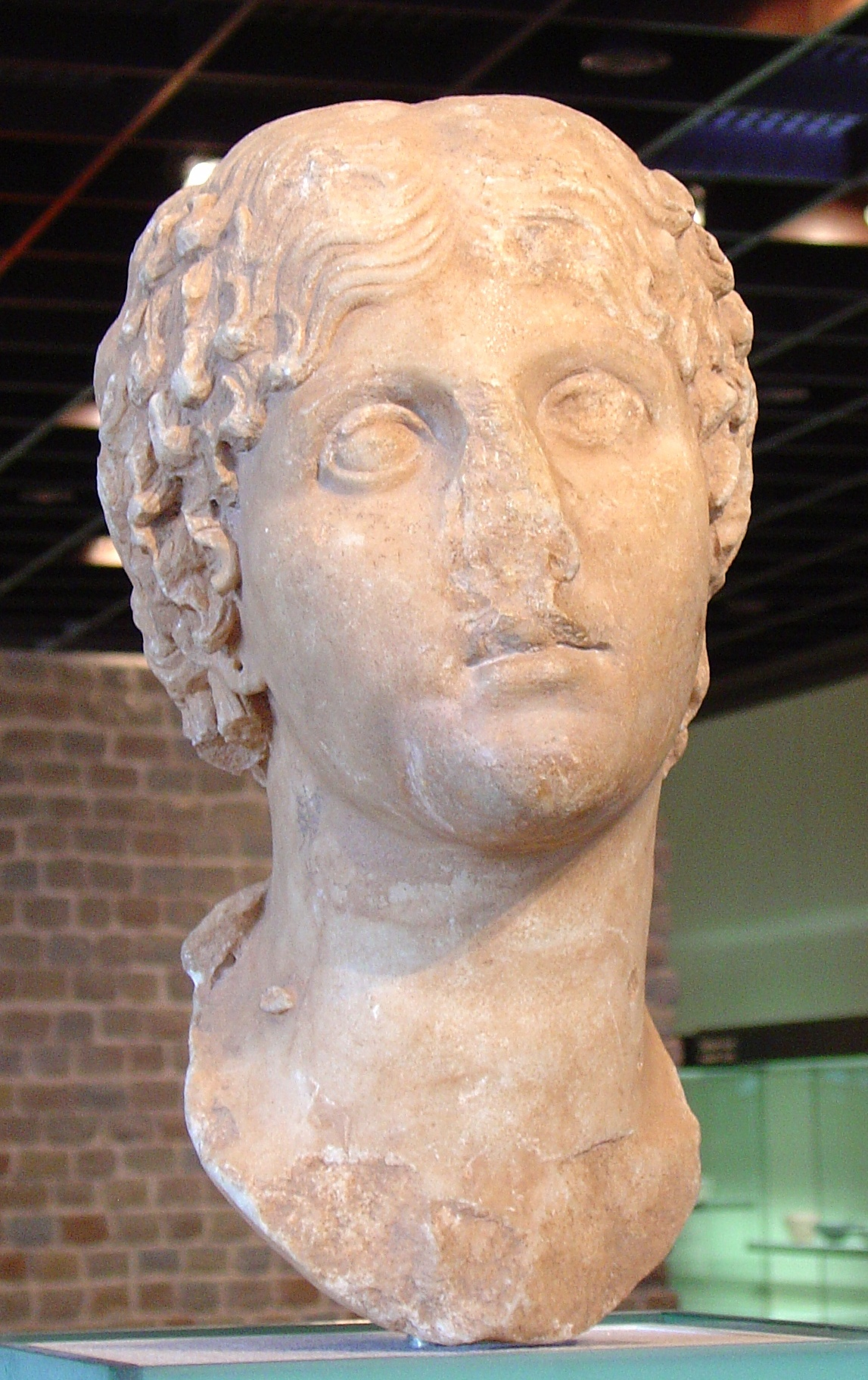
Büste der Agrippina der Jüngeren

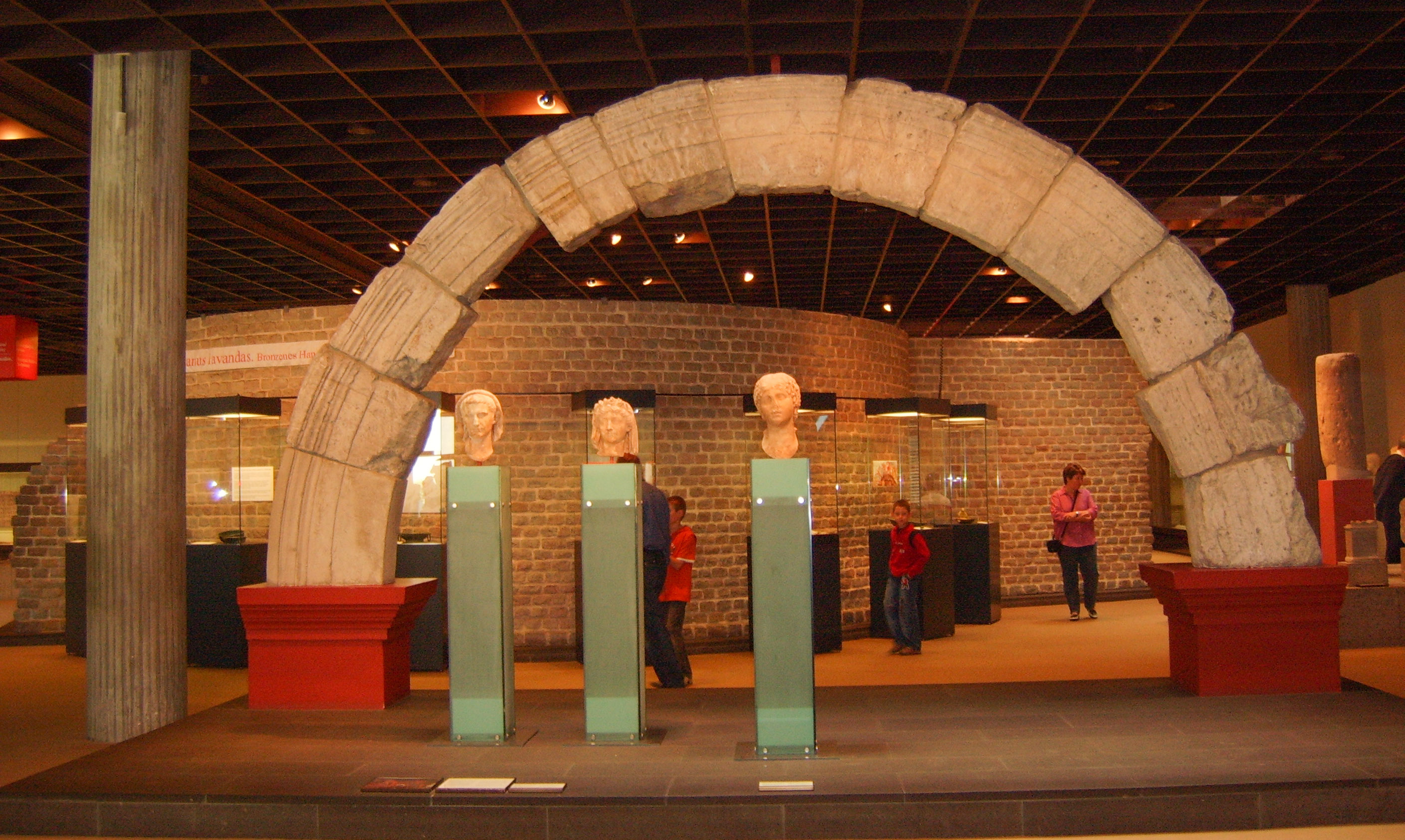
Mittelbogen des Nordtores der römischen Stadtmauer mit der Bauinschrift CCAA (2007)

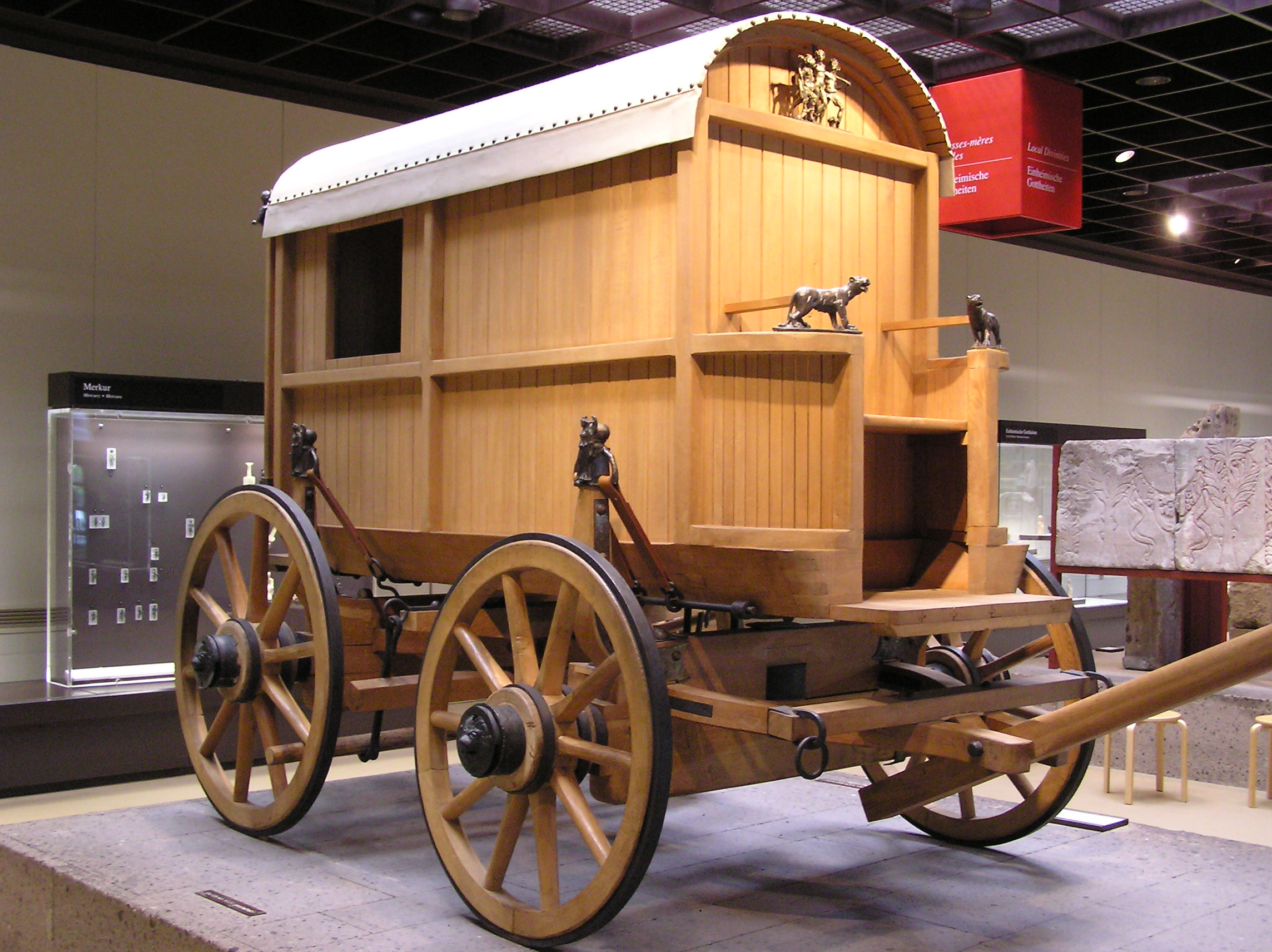
Gefederte Römische Reisekutsche im RGM

Das römische Köln zur Zeit des Kaisers Konstantin.
Vogelschau des antiken Köln nach einem Aquarell von Roderic Stokes, Römisch-Germanisches Museum

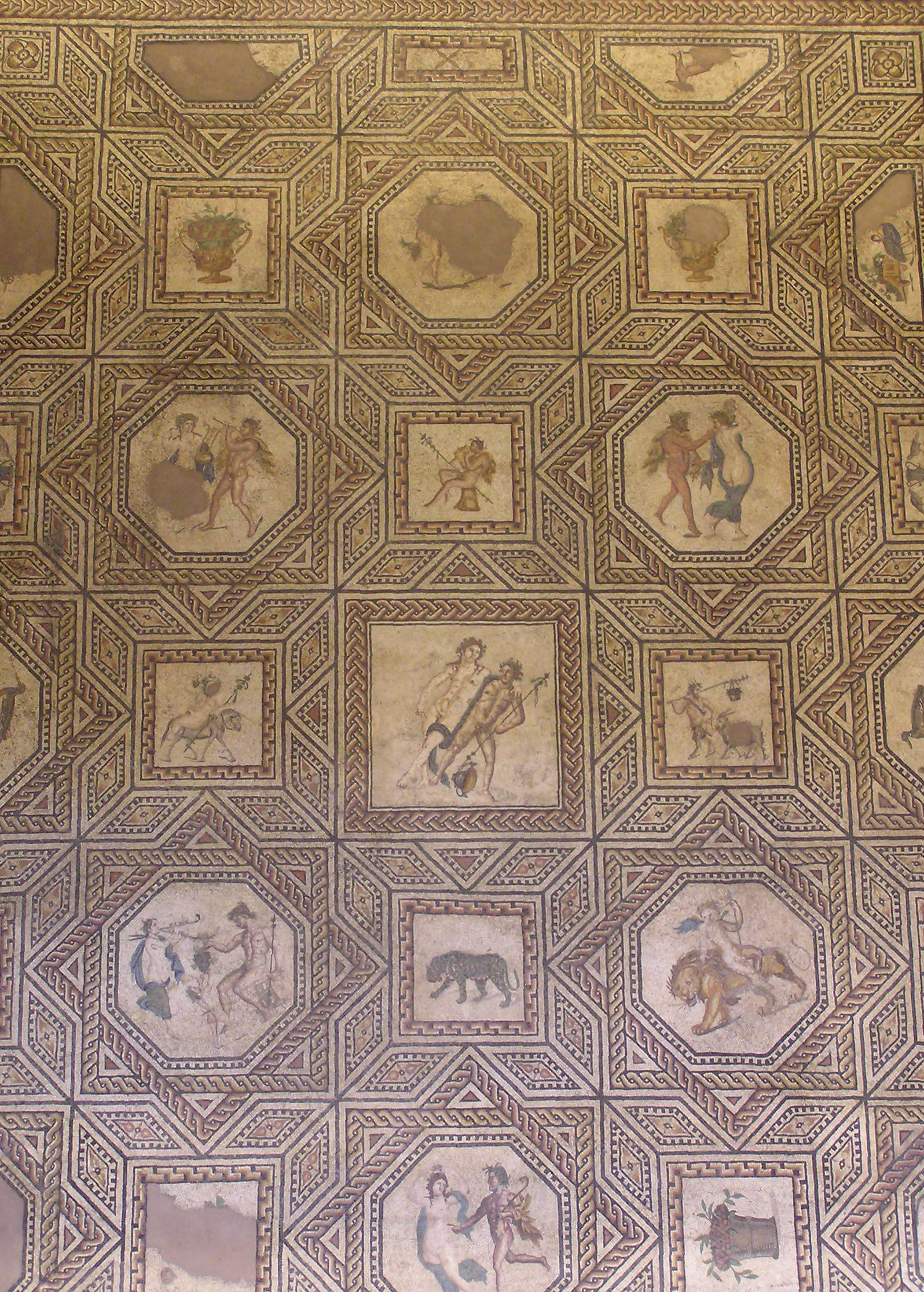
Dionysosmosaik, ca. 220/230 n. Chr.

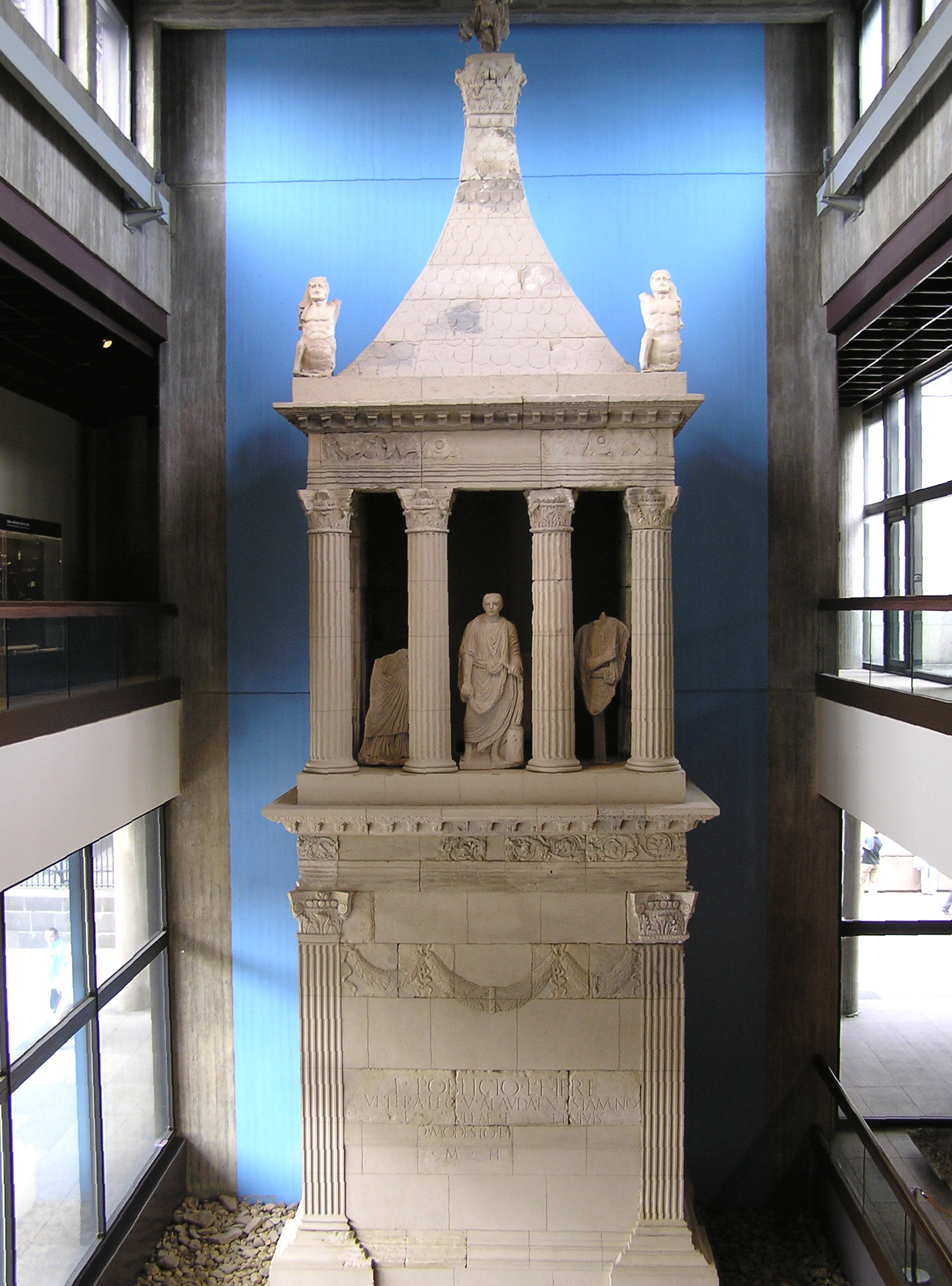
Das Grabmal des Legionsveteranen Poblicius (um 40 n. Chr.) stand an der römischen Fernstraße Köln - Bonn (am heutigen Chlodwigplatz).

## Geschichte des Museums
Das Römisch-Germanische Museum geht zurück auf die zusammen mit dem Runderlass zum Schutz der Bodenaltertümer vom 25. April 1807 eingerichtete „kölnische Altertums-Sammlung“ des Arrondissement de Cologne und die von der Stadt Köln übernommene Sammlung römischer Altertümer von Ferdinand Franz Wallraf, aus der die Römische Abteilung des 1861 neu eröffneten Wallraf-Richartz-Museum hervorging. Diese Abteilung erhielt vor dem Ersten Weltkrieg einen eigenen Leiter. Seit 1923 übernahm die Abteilung die archäologischen Grabungen im Stadtgebiet und machte zunehmend Köln als römische Stadtgründung bewusst. Diesem Zweck diente auch 1946 die mit dem Dionysosmosaik im Dombunker verbundene Gründung des Römisch-Germanischen Museums. Das Museum wurde am 24. November 1961 im Dombunker eröffnet. 
Im Jahr 1963 wurde ein Architektenwettbewerb ausgelobt, den die Braunschweiger Architekten Heinz Röcke und Klaus Renner für sich entscheiden konnten. Die Bauarbeiten begannen 1967. "Die Baustellensituation auf dem 1942 errichteten Dombunker mit dem weltberühmten Dionysosmosaik und der Entdeckung des Poblicius – Denkmals während der Bauzeit stellten besondere Herausforderungen dar. Hinzu kam der Neubau der  Dombauhütte, abgesenkt zwischen Dombunker und Domchor, zur Gestaltung eines freien Umgangs um den Chor als ältestem Bauteil des Doms". Am 4. März 1974 konnte der Neubau eröffnet werden.
"Als sich 2002 der Entwurf von Allmann Sattler Wappner für den Bereich der östlichen Domumgebung (hinter dem Museum) in der zweiten Runde des Werkstattverfahrens Dionysoshof/Baptisterium gegen den von OMA/Rem Koolhaas durchsetzen konnte, wussten weder das Münchner Büro noch die Verantwortlichen bei der Stadt Köln, dass es noch 15 Jahre dauern sollte, bis alles ein gutes Ende nimmt".
Kein gutes Ende allerdings für das Museum, denn zeitgleich im Juli 2017 ging man zunächst davon aus, dass das "RGM" ab Dezember wegen Sanierung und Neubau der Verwaltung für voraussichtlich sechs Jahre geschlossen wird. Im Dezember wurde daraufhin die Betriebsgenehmigung für das Museum zunächst bis 31. Dezember 2018 verlängert. Gemäß Ratsbeschluss vom 5. Juli 2018 wurde das als Ausweichquartier angemietete und unter der Leitung des Kölner Architekten Bernhard Trübenbach umgebaute und sanierte ehemalige belgische Konsulatsgebäude „Belgisches Haus“ in unmittelbarer Nähe des Neumarkts als Interimsmuseum bezogen und seit dem 14. November 2019 eröffnet.
Zwei Jahre später wurde ein Team beauftragt, die Sanierung zu planen. Im Januar 2024 wurde dann bekannt, dass die RGM-Sanierung deutlich teurer werden würde als zunächst angenommen. „Im Monatsbericht November hatte die Stadtverwaltung die Kosten noch mit 91,2 Millionen Euro angegeben. Die Steigerung von 41,7 Millionen Euro auf 91,2 Millionen Euro hatte die Stadt im August 2022 vorgelegt“. Mit der zusätzlichen Sanierung des Durchgangs zwischen RGM und Dombauhütte wurde das Gesamtprojekt auf 177 Millionen Euro veranschlagt. Für den Baubeginn war das vierte Quartal 2025 vorgesehen und man hoffte, zehn Jahre nach seiner Schließung, im ersten Quartal 2028, das Museum nach erfolgreicher Sanierung wieder zu eröffnen. Bereits einige Monate später musste diese Prognose jedoch wieder korrigiert werden: die Neueröffnung ist nicht vor 2030 geplant.

### Leiter
Leiter der Römischen Abteilung, seit 1935 Römische und Germanische Abteilung des Wallraf-Richartz-Museums:
- 1914–1919: Josef Poppelreuter
- 1919: Luise Straus-Ernst (kommissarisch)
- 1920–1923: Karl Schaefer (zugleich bis 1928 Direktor des Wallraf-Richartz-Museums und des Kunstgewerbemuseums)
- 1923–1946: Fritz Fremersdorf

Direktoren des seit 1946 eigenständigen Römisch-Germanischen Museums:
- 1946–1959: Fritz Fremersdorf
- 1959–1972: Otto Doppelfeld
- 1972–1979: Hugo Borger (zugleich Generaldirektor der Museen)
- 1980–2010: Hansgerd Hellenkemper
- seit 2010: Marcus Trier seit 2010 kommissarische Leitung, seit 1. September 2012 Direktor[19]

Stellvertretende Direktoren des Museums:
- 1994–2019: Friederike Naumann-Steckner
- 2008–2010: Marcus Trier
- seit 2020: Dirk Schmitz

## Das Museum

### Das Museum und die römische Stadtvilla mit dem Dionysosmosaik
Das unter Hugo Borger 1974 vollendete Museumsgebäude orientiert sich am Peristylhaus mit dem Dionysosmosaik an der zum Rhein führenden römischen Hafenstraße. Das um 220/230 n. Chr. geschaffene Mosaik wurde 1941 beim Bau des Luftschutzbunkers am Dom entdeckt und blieb mit diesem erhalten. Ein Einschnitt in die Bunkerdecke gibt den Blick auf das Dionysosmosaik frei.
Der Museumsbau vergegenwärtigt den einst von der Stadtvilla mit dem Dionysos-Mosaik im römischen Stadtquartier an der Hafenstraße eingenommenen Bereich: Wer auf der römischen Hafenstraße geht, geht auf dem Laufhorizont des Mosaiks. Zugleich wird das rechtwinklige Straßenschema der Römerstadt erfahrbar. Die Hafenstraße mündete in die vom römischen Nordtor her als Cardo Maximus und heutige Hohe Straße die Stadt durchschneidende Fernstraße.
An der jenseits des römischen Südtores nach Bonn weiterführenden Fernstraße stand der im Museum wiedererrichtete Grabbau des Legionärs Poblicius (um 40 n. Chr.). Damit vergegenwärtigt das RGM auch die antiken städtebaulichen Grundlagen des mittelalterlichen und neuzeitlichen Köln in der modernen Lebenswelt.
Im 1971 bezogenen Studiengebäude befinden sich die Fachbibliothek und die Studiensammlungen. Sie enthalten die über den Bestand der Dauerausstellung hinausgehenden Bodenfunde.

### Die Archäologische Schausammlung
Das moderne thematische Präsentationskonzept, die Außendenkmäler und das Schaufenster in die Römerzeit erregten 1974 internationales Aufsehen. Die museal übliche zeitliche-linearen Abfolge öffnen jetzt von allen Seiten zugängliche Themeninseln zusammen mit den thematischen Multimediapräsentationen, der im Rundturm ausliegenden Asterix-Bibliothek und der als Medium nach Drucktechnik und Auflage innovativen „Römer-Illustrierten“ eine in den 1970er Jahren viel beachtete neue Museumskonzeption. Die Gestaltung als themenorientierter freier Rundgang ist weiterhin bewahrt.
Im Dionysosgeschoss des Museums sind Gegenstände des häuslichen Alltagslebens und der Esskultur der römischen Stadt in thematischen Bereichen zusammengestellt, so ein Speisesaal und ein Küchenraum mit Geschirrregal.
Die Schausammlung im Obergeschoss zeigt die Siedlungsgeschichte des Kölner Raumes seit der Vorgeschichte durch Funde der Steinzeit (z. B. Kartsteinhöhle), der Bronze- und der Eisenzeit. Europäischen Rang haben die Funde der bandkeramischen Siedlung in Köln-Lindenthal.
Die Stadtgeschichte beginnt mit der Ansiedlung der vermutlich germanischen Ubier durch Marcus Vipsanius Agrippa. Das thematische Konzept vermittelt den Aufstieg der Stadt der Ubier mit ihrem zentralen Altar zur Hauptstadt der Provinz Germania inferior und zum spätantiken Verwaltungssitz der Germania secunda. Architekturteile von öffentlichen und privaten Gebäuden vermitteln den Eindruck der untergegangenen Bauten und des Stadtbildes.
Das öffentliche Leben bezeugen römische Inschriften von Gebäuden und Grabdenkmälern. Die Götterkulte überliefern Altäre, Votivstelen und Bildwerke aus Stein, Bronze und Ton. Bildnisse des Kaisers Augustus und seiner Ehefrau Livia wie auch Agrippinas der Älteren, Ehefrau des Germanicus, vergegenwärtigen die Kaiserzeit des 1. Jahrhunderts. Das 1844 gefundene „Philosophenmosaik“, Wandmalereien und die Rekonstruktion einer Kline spiegeln ein Triclinium und vermitteln den Reichtum und die Bildung in den Stadt- und Landhäusern.
Das Wirtschaftszentrum Köln wird am besten in der weltweit einzigartigen Qualität der Glasproduktion gegenwärtig: formgeblasenes Glas, Schlangenfadenglas, Schliffglas (darunter die Zirkusschale), der Konchylienbecher, der Muschelpokal, und Nuppengläser. Besonders hervorzuheben ist das dreifarbige Diatretglas. Ebenso groß ist die Vielfalt der importierten oder in Köln hergestellten Tongefäße und Tonlampen mit der Sammlung des Hofrates Wollmann. Bildliche Darstellungen von Gladiatoren erinnern an die Tierhetzen im Römischen Reich. Auch der römische Schmuck wurde vorwiegend aus den römischen Nekropolen Kölns geborgen.
Schmuck der Völkerwanderungszeit vergegenwärtigt die große Sammlung des Freiherrn Johannes von Diergardt, die 1935 für das Museum erworben wurde. Mit der Sammlung Diergardt besitzt das Museum die weltweit größte Privatsammlung völkerwanderungszeitlicher Kunst, die im Frühjahr 2009 unter dem Titel Europa brennt. Kunst der Völkerwanderungszeit mit einer Sonderausstellung der Öffentlichkeit vorgestellt wurde. Die antiken und frühmittelalterlichen Kleinkunstwerke reichen von den Skythen bis zu den Wikingern und vom Westen Europas bis in die Steppen Russlands. Mit der Sonderausstellung wurde der 150. Geburtstag des Barons gewürdigt.

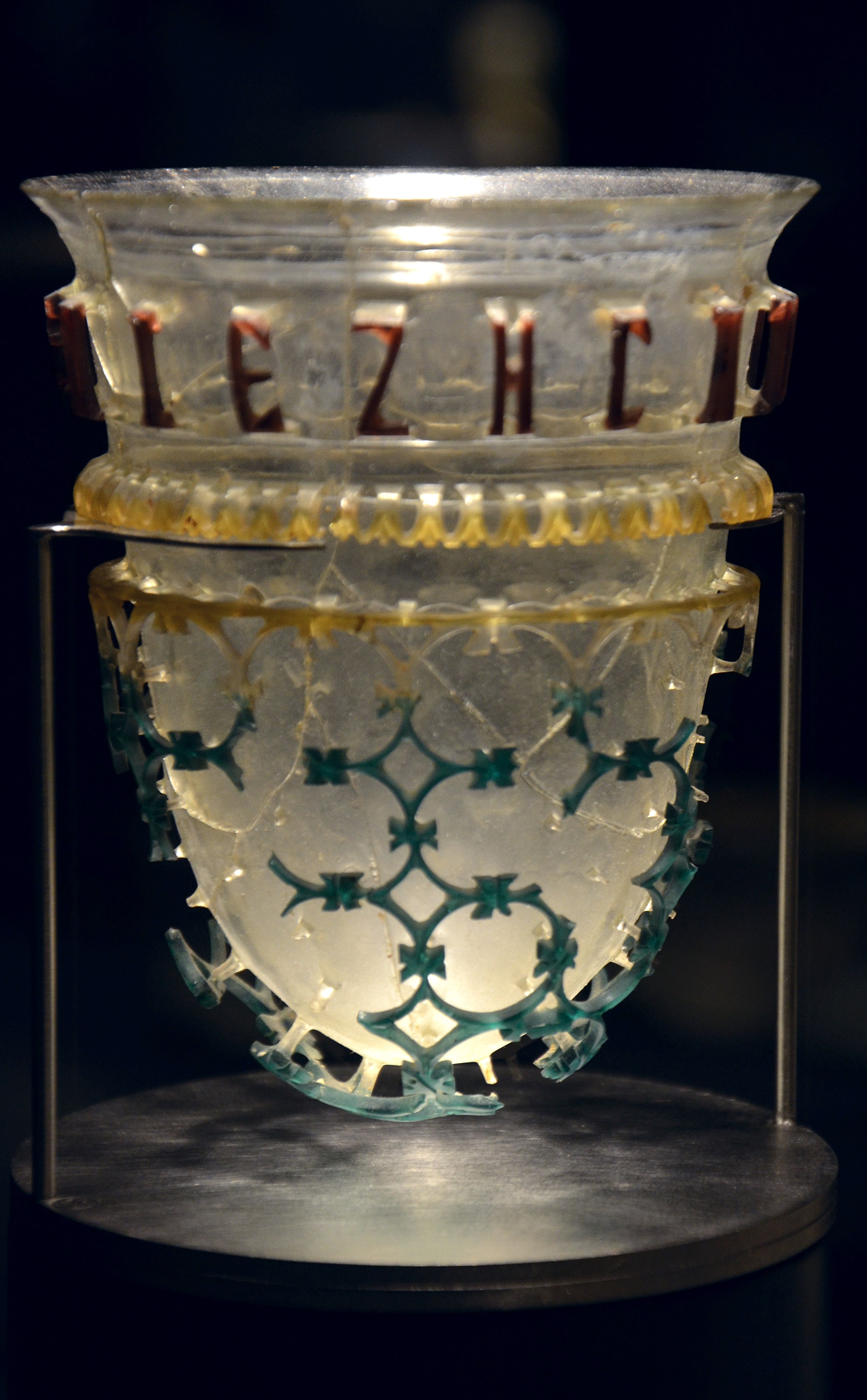
Das Braunsfelder Diatretglas im RGM

Funde der Franken und Merowinger zeugen vom nachrömischen und christlich gewordenen Köln.

### Vermittlung
Der Museumsdienst unterstützt die Erschließung der Museumsgutes und der Ausstellungen für Schulen und Besuchergruppen. Die 1950 gegründete Archäologische Gesellschaft und die Kölner Kulturstiftung der Kreissparkasse Köln fördern die Museumsarbeit. Den Museumsladen führte bis 2017 die Köselsche Buchhandlung.

## Die Archäologische Bodendenkmalpflege

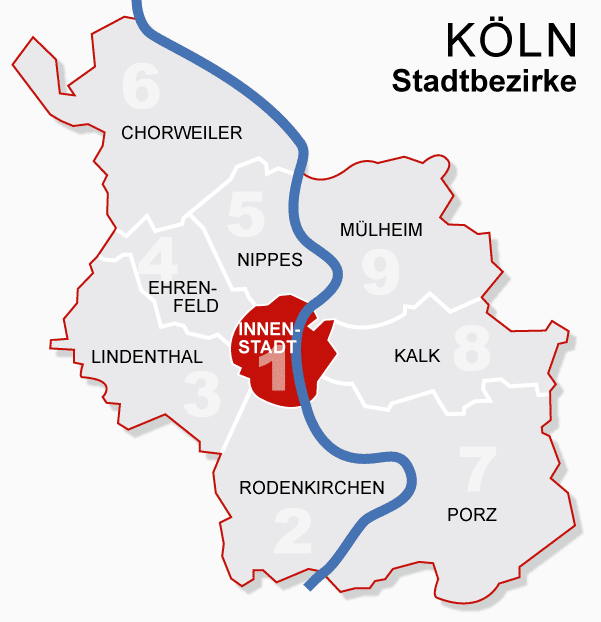
Das Stadtgebiet Köln ist das archäologische Aufgabengebiet des RGM.

Mit dem Bau der Nord-Süd-Stadtbahn ist das größte Grabungsfeld Europas verbunden.

Die Schausammlung des RGM ist auch das Schaufenster der Archäologischen Bodendenkmalpflege im Gebiet der Stadt Köln, die anstelle des Landschaftsverbandes Rheinland die Aufgaben der Bodendenkmalpflege bis auf die Archäologische Zone, die für diesen Bereich eigenständig diese Aufgabe wahrnimmt. Als archäologisches Fachamt gehört das RGM zum Verband der Landesarchäologen der Bundesrepublik Deutschland und zeigte die Landesausstellungen Archäologie in Nordrhein-Westfalen in den Jahren 1990, 1995, 2000 und 2005.
Das RGM führt das archäologische Ortsarchiv als topographische Dokumentation der Bodenfunde des Gebietes der Stadt Köln.
Hierzu gehört auch der Archäologische Schichtenatlas. Zur Veranschaulichung des römischen Stadtkerns und von Einzelbauten entwickeln das Archäologische Institut der Universität zu Köln und die Fachhochschule Köln in Zusammenarbeit mit dem RGM ein 3D-Modell des antiken Köln.

### Die Ausgrabungen
Das derzeit größte Ausgrabungsprojekt widmet sich der U-Bahn-Archäologie, bedingt durch den Bau der Nord-Süd-Stadtbahn.
Neufunde werden in der Vitrine „Köln-aktuell“ in der Pobliciushalle des RGM ausgestellt. Dort ist auch ein senkrechter Profilschnitt durch den römischen Rheinhafen (Kurt-Hackenberg-Platz) montiert. Vortragsveranstaltungen der beteiligten Altertumswissenschaftler und Veröffentlichungen erschließen die Ausgrabungen wie Sonderausstellungen zu den U-Bahngrabungen.
Im Rahmen seiner Aufgaben betreut das RGM archäologische Schwerpunktbereiche der Stadt und unterstützt die Konservierung, Restaurierung, Dokumentation sowie museale Präsentation, so der Grabungszonen Groß St. Martin, St. Severin, Römerturm oder des Flottenkastells Alteburg im Stadtteil Marienburg als Standort der Römischen Marine. Die Ausgrabung der römischen Thermen hat die Kenntnis der öffentlichen Bauten und der römischen Wasserversorgung der CCAA erweitert. Mit der U-Bahngrabung verbunden ist die Freilegung des römischen Rheinhafens mit ihren einzigartigen römischen Holzfunden von Kaianlagen und Schiffen.

## Das Römisch-Germanische Museum als Forschungseinrichtung
Als Forschungseinrichtung arbeitet das RGM unter anderem mit dem Archäologischen Institut, dem Institut für Altertumswissenschaft und den Forschungsstellen Dendrochronologie und Archäobotanik der Universität zu Köln zusammen, mit der Technischen Hochschule Köln in den Bereichen Restaurierung und Visualisierung sowie mit zahlreichen weiteren wissenschaftlichen Partnern.
Das RGM richtet – auch in Verbindung mit anderen Institutionen – Tagungen und internationale Kongresse aus. Die Ergebnisse werden im Rahmen von Sonderveröffentlichungen, Ausstellungskatalogen oder der wissenschaftlichen Publikationsreihen dokumentiert. Eine nach Themen geordnete Bibliographie erschließt das Museumsgut.
Mit dem RGM ist u. a. das Projekt Erlebnisraum Römerstraße Köln–Trier der Regionale 2010 verbunden. Es dient der Erforschung der Römerstraße Trier–Köln.

### Sonderausstellungen
Das Museum zeigt jährlich zwei bis vier Sonderausstellungen zu verschiedenen Themen der Alten Welt. Zu den Ausstellungen erscheinen Kataloge bzw. Begleithefte.

#### Auswahl
- Tutanchamun, 21. Juni – 19. Oktober 1980 im Kölnischen Stadtmuseum.[47]
- Die Daker, 8. Juli – 15. September 1980.[48]
- Der Schatz von San Marco, 1984.[49]
- Nofret die Schöne: Die Frau im Alten Ägypten, 1985.
- Der Keltenfürst von Hochdorf, 31. Januar – 31. März 1986.[50]
- Malerei der Etrusker in Zeichnungen des 19. Jahrhunderts, 17. Januar – 5. August 1987.[51]
- Kaisersaal, 23. April – 22. Juni 1986.[52]
- Glas der Caesaren, 16. April – 28. August 1988.[53]
- Landesausstellung Archäologie in Nordrhein-Westfalen. Geschichte im Herzen Europas 30. März – 8. Juli 1990.[54]
- Goldschmuck der römischen Frau 16. Juni – 3. Oktober 1993.[55]
- Landesausstellung Ein Land macht Geschichte. Archäologie in Nordrhein-Westfalen. 18. März – 24. September 1995.[56]
- Tod am Rhein. Begräbnisse im frühen Köln, 23. Mai – 14. September 1997.[57]
- Die Neue Welt der Griechen, 21. März 1998 – 23. August 1998.[58]
- Qumran, 14. November 1998 – 18. April 1999.[59]
- Landesausstellung Fundort Nordrhein-Westfalen. Millionen Jahre Geschichte, 17. März – 27. August 2000.[60]
- Die Pyramide. Haus für die Ewigkeit, 7. September 2001 – 3. Februar 2002.[61]
- Ornamenta pretiosa, 22. November 2002 – 26. Februar 2003.[62]
- Landesausstellung Von Anfang an. Archäologie in Nordrhein-Westfalen, 13. März – 28. August 2005.[63]
- KunstVermögen, 18. September 2005 – 1. Januar 2006.[64]
- Das Colosseum, 1. Juni – 3. September 2006. Begleitheft.
- Kosmos der Zeichen, 22. Juni – 30. September 2007.[65]
- Echnaton und Amarna. Leben im Diesseits, 31. Mai – 9. November 2008.[66]
- Europa brennt. Kunst der Völkerwanderungszeit. Johannes Freiherr von Diergardt zum 150. Geburtstag. 19. Juni – 15. November 2009. Begleitbroschüre
- Fundgeschichten – Archäologie in Nordrhein-Westfalen, 16. April – 20. November 2011.[67]
- Divitia – Deutz. 18. März bis 24. Juli 2011. Begleitbroschüre.
- FormVollendet. 2. Mai – 26. Juni 2011. Begleitbroschüre.
- Ägyptische Gärten. 27. Mai – 6. November 2011.[68]
- ZeitTunnel. 2000 Jahre Köln im Spiegel der U-Bahn-Archäologie, 9. November 2012 bis 7. Juli 2013.
- im Kleinen Museum: Alles Gesichter. 4. September 2012 bis 3. Februar 2013.
- Alfred Seiland. Imperium Romanum, 7. November 2013 bis 30. März 2014
- Lyra, Tibiae, Cymbala. Musik im römischen Köln, 18. Juli 2013 bis 3. November 2013[69]
- in Kooperation mit dem Kölnischen Stadtmuseum: drunter und drüber: Der Eigelstein. Schauplatz Kölner Geschichte 2 (gezeigt im Kölnischen Stadtmuseum)[70]
- 40 Jahre Römisch-Germanisches Museum Köln (1974–2014). 11. April bis 9. Juni 2014. Fortgeführt im Sonderausstellungsbereich Römerturm im Obergeschoss des RGM.
- 14AD - Römische Herrschaft am Rhein, 28. Juni bis 19. Oktober 2014[71]
- Doppelausstellung: Der Berliner Skulpturenfund. „Entartete Kunst“ im Bombenschutt und Archäologie der Moderne in Köln, 6. Dezember 2014 bis 26. April 2015.
- Kabinett-Ausstellung: Göbekli Tepe. Ein frühneolithisches Bergheiligtum in der Südosttürkei (in Zusammenarbeit mit dem Deutschen Archäologischen Institut Berlin, dem Archäologischen Institut der Universität zu Köln und der Archäologischen Gesellschaft Köln e. V.), 27. Februar – 26. April 2015.
- MEDICUS. Der Arzt im römischen Köln, 12. Juni bis 1. November 2015
- Wasser für Roms Städte, 26. Juni bis 11. Oktober 2015
- Agrippina – Kaiserin aus Köln, 26. November 2015 bis 29. März 2016
- Zerbrechlicher Luxus. Köln – Ein Zentrum antiker Glaskunst, 3. Juni 2016 bis 26. März 2017 (inklusive Verlängerungszeitraum)
- Via Appia. Photographien von Martin Claßen, 24. September 2016 bis 22. Februar 2017 (inklusive Verlängerungszeitraum)
- Vorzeitgeschichte(n) - Köln in schriftlosen Zeiten, 4. April 2017 bis 31. Dezember 2017.
- im Museum Kolumba: Pas de deux. Römisch Germanisches Kolumba, 15. September 2017 bis 19. August 2019.
- Bodenschätze. Archäologie in Köln, 20. Juli bis 31. Dezember 2018.
- Archäologische Landesausstellung NRW im Kulturzentrum am Neumarkt: Rom am Rhein, 29. April bis 9. Oktober 2022.

### Publikationsreihen des Römisch-Germanischen Museums
Kölner Jahrbuch
- Kölner Jahrbuch für Vor- und Frühgeschichte, seit Band 26, 1993 Kölner Jahrbuch. Herausgegeben vom Römisch-Germanischen Museum und der Archäologischen Gesellschaft Köln.
  - Band 40 (2007) Gebr. Mann Verlag Berlin, ISBN 3-7861-2592-9.
  - Band 41 (2008) mit dem Fundstellenregister zu den Bänden 1–40, 1955–2007, ISBN 978-3-7861-2616-4
  - Band 42 2009, ISBN 978-3-7861-2627-0
  - Band 43: Zwischen Orient und Okzident. Festschrift für Hansgerd Hellenkemper, Hrsg. Friederike Naumann-Steckner, 2010, ISBN 978-3-7861-2628-7.
  - Band 44 (2011)
  - Band 45 (2012)
  - Band 46 (2013)
  - Band 47 (2014)
  - Band 48 (2015)
  - Band 49 (2016)
  - Band 50 (2017)
  - Band 51 (2018)

Wissenschaftliche Kataloge des Römisch-Germanischen Museums Köln. Hrsg. Hugo Borger / Hansgerd Hellenkemper
- Band 1 Peter La Baume: Das Glas der antiken Welt. 1973.
- Band 2 Brigitte und Hartmut Galsterer: Die römischen Steininschriften aus Köln. 1975.
- Band 3 Peter La Baume, Jan Willem Salomonson: Römische Kleinkunst. Sammlung Karl Löffler. 1976.
- Band 4 Antje Krug: Antike Gemmen im Römisch-Germanischen Museum Köln. 1981.
- Band 5 Dieter Salzmann: Antike Porträts im Römisch-Germanischen Museum Köln. 1990.

Kölner Forschungen. Hrsg. Hansgerd Hellenkemper
- Band 1 Otto Doppelfeld, Willy Weyres: Die Ausgrabungen im Dom zu Köln. 1980.
- Band 2 Helmut Fußbroich: Die Ausgrabungen in St. Pantaleon zu Köln. 1983.
- Band 3 Ulrich Friedhoff: Der römische Friedhof an der Jakobstraße zu Köln. 1991.
- Band 4 Werner Eck, Hartmut Galsterer (Hrsg.): Die Stadt in Oberitalien und in den nordwestlichen Provinzen des Römischen Reiches. Deutsch-Italienisches Kolloquium. 1991.
- Band 5 Bernd Päffgen: Die Ausgrabungen in St. Severin zu Köln. 3 Bände, 1992.
- Band 6 Renate Thomas: Römische Wandmalerei in Köln. 1993.
- Band 7 Rudolf Haensch: Capita provinciarum. Statthaltersitze und Provinzialverwaltung in der römischen Kaiserzeit. 1997.
- Band 8 Constanze Höpken: Die römische Keramikproduktion in Köln. 2005.
- Band 9 Ute Verstegen: Ausgrabungen und Bauforschungen in St. Gereon zu Köln. 2 Bände, 2006.
- Band 10 Hartmut Galsterer, Brigitte Galsterer: Die römischen Steininschriften aus Köln. IKöln². Zabern, Mainz 2010, ISBN 978-3-8053-4229-2.

Schriftenreihe der Archäologischen Gesellschaft Köln
- [Nr. 1]: Fritz Fremersdorf: Aus der Tätigkeit des Römisch-Germanischen Museums Köln, 1955
- [Nr. 2]: Fritz Fremersdorf: Ältestes Christentum, 1956
- [Nr. 3]: Otto Doppelfeld: Das fränkische Frauengrab unter dem Chor des Kölner Domes, 1956
- Nr. 4: Otto Doppelfeld: Das fränkische Frauengrab unter dem Chor des Kölner Domes, 1960
- Nr. 5: Otto Doppelfeld: Das Diatretglas aus dem Gräberbezirk des römischen Gutshofs von Köln-Braunsfeld, 1960 = Sonderdruck aus Kölner Jahrbuch 5.
- Nr. 6: Otto Doppelfeld: Das Kölner Diatretglas und die anderen Netz-Diatrete, 1961 = Sonderdruck aus Gymnasium 68, Heft 5.
- Nr. 7: Peter La Baume: Colonia Agrippinensis, 1961; auch: Colonia Agrippinensis. A brief survey of Cologne in roman times (translated by B. Jones), 1962.
- Nr. 8: Otto Doppelfeld: Das Dionysos-Mosaik zu Köln, 1962 (4. Aufl. 1970).
- Nr. 9: Otto Doppelfeld: Das Inventar des fränkischen Knabengrabes, 1963, = Sonderdruck aus Kölner Domblatt 21 und 22.
- Nr. 10: Otto Doppelfeld: Ein ottonischer Pokal aus Köln, 1964 = Sonderdruck aus Varia archaeologica, Schriften der Sektion für Vor- und Frühgeschichte, Band 16.
- Nr. 11: Otto Doppelfeld: Das fränkische Knabengrab unter dem Chor des Kölner Domes, 1964 = Sonderdruck aus Germania 42, 1964, mit Anhang aus Kölner Domblatt 1961/62.
- Nr. 12: Frühchristliches Köln, 1965.
- Nr. 13: Otto Doppelfeld: Römisches und fränkisches Glas in Köln, 1966.
- Nr. 14: Otto Doppelfeld, J. Bracker: Zwei Kaiserporträts aus Glas in Köln. 1967 = Sonderdruck aus Kölner Jahrbuch 8, 1965/66.
- Nr. 15: Wolfgang Binsfeld: Aus dem römischen Köln. Historische Skizzen, 1968.
- Nr. 16: Rom am Dom. Ausgrabungen des römisch-Germanischen Museums Köln, 1970.
- Nr. 17: Peter La Baume: Auffindung des Poblicius-Grabmonuments in Köln, 1971 = Sonderdruck aus Gymnasium 78, Heft 4.
- Nr. 18: Peter Noelke: Reiche Gräber von einem römischen Gutshof in Köln, 1984 = Sonderdruck aus Germania 62, 1984, 373–423.
- Nr. 19: Gisela Salies-Hellenkemper: Hofkunst in der Provinz? Zur Denkmälerüberlieferung aus der Zeit des Gallischen Sonderreiches, 1984 = Sonderdruck aus Bonner Jahrbücher 184, 1984.
- Nr. 20: Jalal Bakdach: Die bandkeramische Siedlung von Köln-Mengenich, 1984 = Sonderdruck aus Bonner Jahrbücher 184.
- Nr. 21: Ein Verwahrfund des 4. Jahrhunderts aus dem Königsforst bei Köln mit Beiträgen von Wolfgang Gaitzsch, Angelo Geißen, Wolfgang Meier-Arendt, Bernd Päffgen, G. Quarg, Günther Schauerte und A. Steiner, 1984 = Sonderdruck aus Bonner Jahrbücher 184, 1984.
- Nr. 22: Werner Eck: Agrippina – Die Stadtgründerin Kölns. Eine Frau in der frühkaiserzeitlichen Politik, 1993.
- o. Nr.: Ob Merita Honoris Causa. Festprogramm zum Abschied von Prof. Dr. Hansgerd Hellenkemper aus dem öffentlichen Dienst am 13. September 2010. Hrsg. F. Naumann-Steckner in Verbindung mit der Archäologischen Gesellschaft und dem Archäologischen Institut der Universität Köln. Schriftenreihe der Archäologischen Gesellschaft Köln, Dezember 2010 mit Beiträgen von Werner Eck, Dietrich Boschung, Jürgen Hammerstaedt, Peter Soustal, Heinz Günter Horn.

Diese Reihe der meist als Jahresgaben der Archäologischen Gesellschaft ausgegebenen Schriften und Sonderdrucke ist abgeschlossen.

### Begleitbücher des Römisch-Germanischen Museums
Sonderveröffentlichung von fünf Begleitbüchern 1975 im Schuber; mehrfach wiederaufgelegte Einzelbände.
- Walter Meier-Arendt: Die Steinzeit in Köln. 1975.
- Andreas Linfert: Römische Wandmalerei der nordwestlichen Provinzen. 1975, 1979.
- Inge Linfert-Reich: Römisches Alltagsleben in Köln. 1975, 1976, 1977, 1979, 1983.
- Günter Ristow: Religionen und ihre Denkmäler in Köln. Zur Religionsgeschichte des römischen Köln. 1975, 1979.
- Gundolf Precht: Das Grabmal des L. Poblicius. 1975.

### Sonderveröffentlichungen
- Archäologische Ausgrabungen Nord-Süd Stadtbahn Köln. Herausgegeben von Hansgerd Hellenkemper, Marcus Trier und Eusebius Wirdeier, Köln 2005.
- Kaiserbilder im Praetorium., Hrsg. Römisch-Germanisches Museum der Stadt Köln, mit Beiträgen von Hansgerd Hellenkemper und Alexander Mlasowsky, Köln 2005.
- Kosmos der Zeichen. Schriftbild und Bildformel in Antike und Mittelalter. Dietrich Boschung und Hansgerd Hellenkemper (Hrsg.), Wiesbaden 2007.
- Badeluxus im Zentrum des Römischen Köln. Dokumentation historischer Bodenfunde, Vorwort Hansgerd Hellenkemper, RGM und Köbl Kruse, Köln 2009.
- Die Stadt unter der Stadt. Nord-Süd Stadtbahn Köln, Text W. Krischke, Hrsg. KVB, Köln 2009.
- Das Römisch-Germanisches Museum Köln. Museum für Kinder. Text Friederike Naumann-Steckner, Beate Schneider, Edeltraud Wickum-Höver, Berlin (Nicolai Verlag) 2009.
- Festungsstadt Köln. Das Bollwerk im Westen. Henriette Meynen (Hrsg.), Gütersloh 2010.
- Drunter und Drüber. Der Waidmarkt. Mario Kramp und Marcus Trier (Hrsg.), Köln 2011.
- Agrippina als Göttin des Glücks. Dietrich Boschung – Werner Eck – Friederike Naumann-Steckner u. a., Köln 2011.
- Die Rückkehr der Götter. Berlins Antiken zu Gast in Köln. Begleitheft zur Ausstellung. Friederike Naumann-Steckner, Köln 2012.
- ZeitTunnel - 2000 Jahre Köln im Spiegel der U-Bahn-Archäologie. Begleitheft für junge Leser zur Sonderausstellung des Römisch-Germanischen Museums. Text Marion Euskirchen, Beate Schneider, Köln 2012.
- Alles Gesichter. Friederike Naumann-Steckner und A. K. Duman, Köln 2013.
- Lyra, Tibiae, Cymbala … Musik im römischen Köln. Friederike Naumann-Steckner (Hrsg.), Köln 2013.
- 14 AD. Römische Herrschaft am Rhein, Marcus Trier und Friederike Naumann-Steckner (Hrsg.): Wienand, Köln 2014, ISBN 978-3-86832-226-2.
- Drunter und Drüber. Der Eigelstein. Mario Kramp und Marcus Trier (Hrsg.), Köln 2014.
- 40 Jahre Römisch-Germanisches Museum, 1974–2014. Marcus Trier und Friederike Naumann-Steckner (Hrsg.), Köln 2014, ISBN 978-3-00-045602-2.
- Archäologie der Moderne in Köln. Marcus Trier und Friederike Naumann-Steckner (Hrsg.), Köln 2014, ISBN 978-3-00-048021-8.
- Agrippina. Kaiserin aus Köln. Marcus Trier und Friederike Naumann-Steckner (Hrsg.), Köln 2015, ISBN 978-3-00-051497-5.

### Digitale Informationssysteme
Das RGM ist mit verschiedenen Archäologischen Informationssystemen verbunden.
- Die Inschriften Kölns wurden durch Hartmut Galsterer erschlossen in der Römischen Inschriften Datenbank (R.I.D.24).[72]
- Funde des RGM aus Köln und dem Römischen Reich in der Bilddatenbank Arachne[73] und im darauf aufsetzenden Prometheus-Bildarchiv.[74]
- Der Digitale Archäologische Schichtenatlas Köln ist ein Informationssystem der Bodendenkmalpflege des RGM.[75] Er ist nicht öffentlich zugänglich.
- Die Befunde und Rekonstruktionen des römischen Köln sind im Modell Colonia3d über einem digitalen Geländemodell zusammengeführt. Dieses steht direkt neben dem Dionysos-Mosaik dem Besucher zur Verfügung. Das Modell ist mit einer Darstellung des gegenwärtigen Köln verbunden und erlaubt so den direkten den Vergleich. Eine Computeranimation ist im Internet einsehbar.[76] Die verwendete Technik ist von Projektmitarbeitern veröffentlicht.[77] Das 3D-Modell ist das Ergebnis eines gemeinsamen Forschungsprojekts des Römisch Germanischen Museums (RGM) Köln in Verbindung mit dem Archäologischen Instituts der Universität zu Köln, der Köln International School of Design (KISD) der Fachhochschule Köln, des Hasso-Plattner Instituts der Universität Potsdam und der RheinEnergieStiftung Jugend/Beruf/Familie.

## Besondere Ereignisse

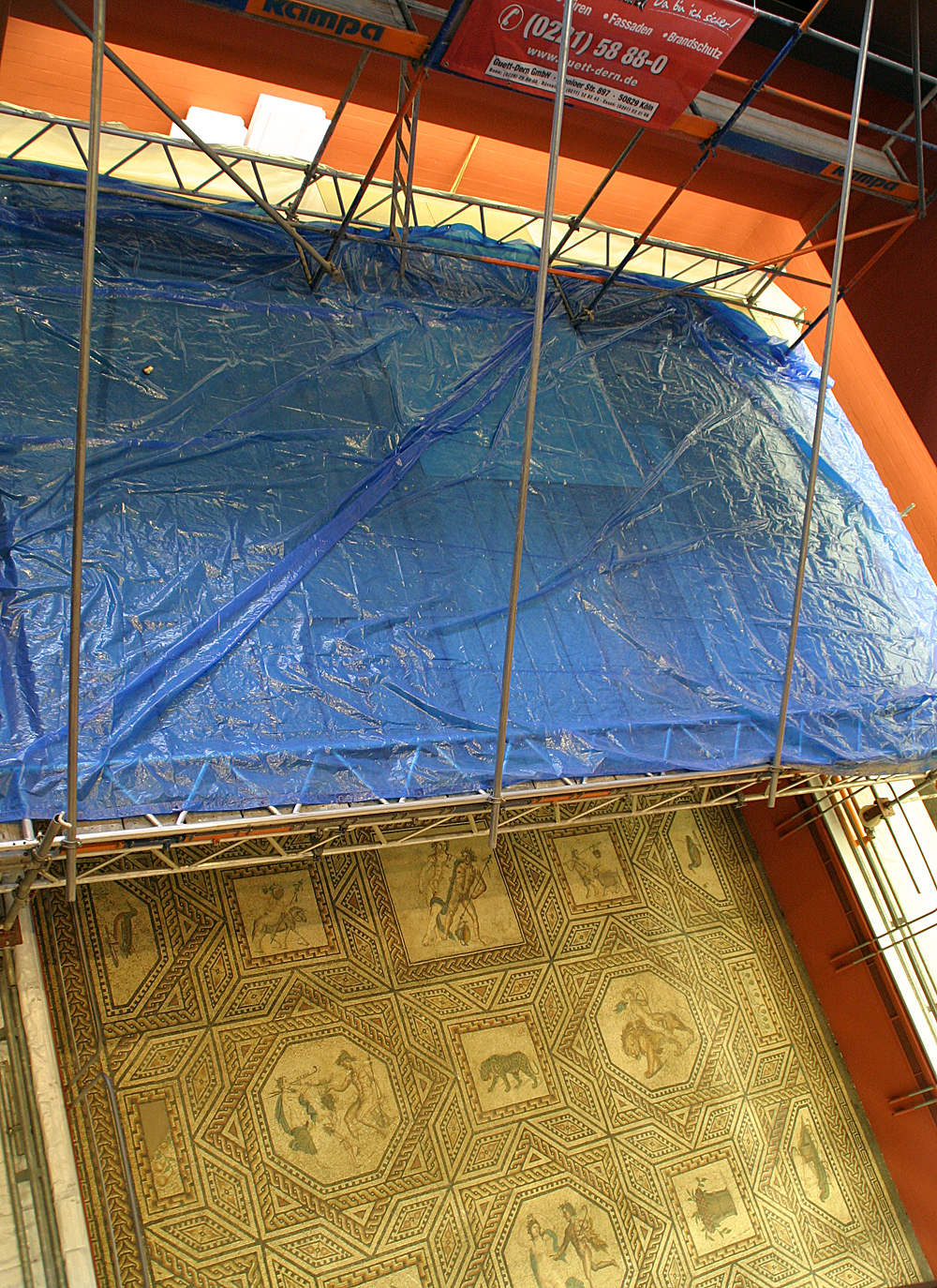
Abdeckung des Mosaiks nach den Orkanschäden

### G8-Gipfel
Köln war im Juni 1999 Ort des G8-Gipfels. Damals fand auf dem mit einer Schutzabdeckung versehenen Dionysosmosaik ein Bankett der beteiligten Staatschefs statt.

### Schäden durch den Orkan Kyrill
Beim Orkan Kyrill in der Nacht vom 18. zum 19. Januar 2007 riss sich die Holzabdeckung des Brunnens auf der Domplatte los. Die Balken schleuderten, von einer Bö erfasst, quer über den Roncalliplatz in die Panoramascheiben des Museums, durchschlugen die Glasfront und beschädigten das Dionysosmosaik. Die Restaurierung erfolgte durch die Fachhochschule Erfurt, Fachbereich Konservierung und Restaurierung unter Leitung von Christoph Merzenich und Sebastian Strobl in Zusammenarbeit mit dem Istituto Superiore per la Conservazione ed il Restauro in Rom. Dieses Institut hatte bereits Ende der 1950er Jahre die Sanierung und Hebung des Dionysosmosaiks vorgenommen.